# ニコライ・チェボタレフ
ニコライ・チェボタレフ（ロシア語：Никола́й Григо́рьевич Чеботарёв、英語：Nikolai Grigorievich Chebotaryov、1894年6月15日（旧暦6月3日） - 1947年7月2日）は、ウクライナ及びソビエト連邦の数学者。チェボタレフの密度定理で知られる。
ロシアの数学者ドミートリー・グラーヴェの弟子であり、多項式代数学、特にゼロの分布の検定について研究した。また、ガロア理論を研究し、Basic Galois Theoryというタイトルのテキストを執筆した。彼のアイデアは、エミール・アルティンがアルティン相互法則を証明するのに使われた。自身の指導学生アナトリー・ドロドノフとの共同研究では、ヒポクラテスの定理の一般化に取り組み、今日では「チェボタレフの1の冪根定理」として知られる予想を証明した。

## 生い立ち
チェボタレフは1894年6月15日、ロシア帝国（現在のウクライナ）のカームヤネツィ＝ポジーリシクィイで生まれた。1912年にキエフ大学の物理学及び数学部に入学した。1928年にカザン大学の教授となり、生涯そこに務めた。1947年7月2日に死去した。無神論者であった。2010年5月14日、オデッサ大学の管理ビルで記念碑が除幕された。